# O Invasor
O Invasor é um filme brasileiro de 2002, do gênero drama, dirigido por Beto Brant. É uma adaptação do livro homônimo, escrito por Marçal Aquino. Em novembro de 2015 o filme entrou na lista feita pela Associação Brasileira de Críticos de Cinema (Abraccine) dos 100 melhores filmes brasileiros de todos os tempos.

## Sinopse
O INVASOR narra a história de três amigos – companheiros desde os tempos de faculdade de engenharia – que são sócios em uma construtora há mais de 15 anos. Tudo corre bem até o dia em que um desentendimento na condução dos negócios os coloca em conflito. De um lado, Estevão (George Freire), o sócio majoritário, que ameaça desfazer a sociedade, porque não aceita negociar com o governo; de outro, Ivan (Marco Ricca) e Gilberto (Alexandre Borges) que, acuados, resolvem eliminar o sócio, acreditando que poderão conduzir a construtora ao seu estilo após a morte de Estevão. Para isso, contratam Anísio (Paulo Miklos), um matador de aluguel, que executa o serviço.
É o início de uma nova fase para Ivan e Gilberto e também de um pesadelo inesperado: Anísio tem planos de ascensão social e pouco a pouco invade a vida dos dois amigos, confrontando-os com o processo de violência que desencadearam.

## Elenco
- Marco Ricca .... Ivan Soares
- Alexandre Borges .... Gilberto
- Mariana Ximenes .... Marina
- Paulo Miklos .... Anísio
- Malu Mader .... Cláudia
- George Freire .... Estevão
- Chris Couto .... Cecília
- Sabotage .... Sabotage

## Produção
O Invasor foi realizado através do concurso Programa Cinema Brasil, para filmes de baixo orçamento e organizado pela Secretaria do Audiovisual do Ministério da Cultura. A trilha sonora do filme é do Coletivo Instituto e do rapper Sabotage, com participações de Pavilhão 9 e Tolerância Zero, entre outros. Paulo Miklos participa da trilha com a canção Orgia. Além de Paulo Miklos, Marco Ricca e Alexandre Borges, o elenco do filme tem George Freire, Malu Mader, Mariana Ximenes, Cris Couto e Sabotage. Assinam o roteiro o escritor Marçal Aquino, o diretor Beto Brant e o produtor Renato Ciasca.

## Lançamento
O Invasor estreou nos festivais em 2001, levando os prêmios de Melhor Filme no Festival de Recife e Melhor Diretor no Festival de Brasília. No ano seguinte foi lançado comercialmente nos cinemas, após participar de vários festivais internacionais, conquistando o prêmio de Melhor Filme Latinoamericano no Festival de Sundance.

## Refilmagem
Foi anunciado em 2016 que um remake está sendo feito na França, pelo diretor Roschy Zem.

## Premiações
Sundance Film Festival 2002 (EUA)

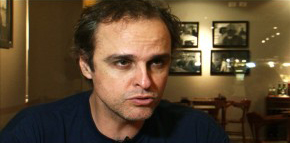
O diretor do filme, Beto Brant.

- Venceu na categoria de melhor filme latino-americano.

Festival de Brasília
- Venceu nas categorias de melhor direção, melhor trilha sonora, prêmio da crítica, prêmio de aquisição do MinC, Prêmio São Saurê (melhor momento do Festival) e Prêmio Especial do Júri para ator revelação (Paulo Miklos).

Cine PE - Festival do Audiovisual 2002
- Venceu nas categorias de melhor filme, melhor diretor, melhor fotografia, melhor trilha sonora, melhor ator (Marco Ricca) e melhor atriz coadjuvante (Mariana Ximenes).

Grande Prêmio BR do Cinema Brasileiro 2003
- Venceu nas categorias de melhor ator coadjuvante (Paulo Miklos), melhor atriz coadjuvante (Mariana Ximenes) e melhor trilha sonora.
- Indicado nas categorias de melhor diretor, melhor ator (Alexandre Borges e Marco Ricca), melhor direção de arte, melhor fotografia e melhor figurino.

Troféu APCA 2003
- Venceu na categoria de melhor filme.